# Тимун и нарвал
«Тимун и нарвал» — рисованный мультипликационный фильм 2001 года, созданный на студии «Анимос», заказчик — 4 канал Британской телекомпании BBC. Режиссёр Наталья Орлова создала в проекте «Сказки народов мира» мультфильм по мотивам сказки канадских эскимосов.
Фильм участвовал в конкурсной программе фестиваля Суздаль-2002.

## Сюжет
На севере Канады жила семья эскимосов: муж и жена, их слепой сын Тимун, маленькая дочка, и сестра жены — тётя Тимуна. При любой погоде тётя бродила по берегу моря и в какой-то момент почувствовала зов моря. Она нырнула и превратилась в нарвала. Тогда она позвала Тимуна, чтобы он сел ей на спину, и поплыла с ним в море. Пока они плавали — Тимун прозрел. Тогда тётя отвезла его обратно к родителям, а сама навсегда уплыла в море.

## Создатели
| режиссёр             | Наталья Орлова                        |
| сценарист            | Найджел Форд                          |
| художник-постановщик | Софья Кравцова                        |
| аниматоры            | Дмитрий Новосёлов, Сергей Глаголев    |
| операторы            | Инна Поденщикова, Александр Чеховский |
| продюсер             | Тенгиз Семёнов                        |
| композиторы          | Найджел Бихэм-Пауэлл, Белла Рассел    |
| звукооператор        | Род Хоувик                            |

## Фестивали и награды
- 2002 — VII Открытый Российский Фестиваль анимационного кино Суздаль-2002: приз жюри за высокопрофессиональное художественное решение — фильму «Тимун и нарвал» (режиссёр Наталья Орлова).[1]
- 2002 — МФАФ в Анси — приз в категории телевизионных фильмов[2]
- 2002 — IX МФАФ «Крок» Категория «Телевизионные сериалы» — диплом[3]
- 2002 — VI Всероссийский фестиваль визуальных искусств в «Орлёнке»: приз жюри в конкурсе «анимационных фильмов».[4]

## Видео
Мультфильм выпускался на DVD в сборнике мультфильмов «Путешествие в страну Сказки».